# Сечурска лисица
Сечурска лисица (лат. Lycalopex sechurae) је врста сисара из породице паса, једна је од 6 врста рода јужноамеричких псеудолисица (Lycalopex).

## Распрострањење
Ареал врсте је ограничен на две државе. 
Перу и Еквадор су једина позната природна станишта врсте.

## Станиште
Станишта врсте су шуме и пустиње. 

## Угроженост
Ова врста је на нижем степену опасности од изумирања, и сматра се скоро угроженим таксоном.